# Jurij Snoj
Jurij Snoj, slovenski muzikolog in pedagog, * 5. maj 1953, Ljubljana
Predaval je na Oddelku za muzikologijo Filozofske fakultete Univerze v Ljubljani in bil do upokojitve znanstveni svetnik na Muzikološkem inštitutu ZRC SAZU.